# Lúcio Martínez Mancebo
Lúcio Martínez Mancebo foi um religioso dominicano espanhol.

## Vida e obras
Ingressou no Seminário de Leão em 1912 e no noviciado da Ordem dos Pregadores em 1919, na localidade de Solsana. Foi ordenado sacerdote em Valência, em 1925. Entre 1930 e 1936 foi mestre de noviços, primeiramente no convento de Valência e, posteriormente, em Calanda. Como sub-prior deste último, durante a Guerra Civil Espanhola, tentou levar todos os religiosos daquela casa para Saragoça, que era uma zona segura, o que não conseguiu. A 27 de julho de 1936, diante das ameaças e perseguições que os religiosos sofriam, levou alguns deles, vestidos à civil, para casas de pessoas amigas. No entanto, enfrentando uma ameaça de morte para os que lhes dessem abrigo, saíram para as ruas e foram imediatamente detidos e, dois dias depois, fuzilados.